# Élections européennes de 2013 en Croatie

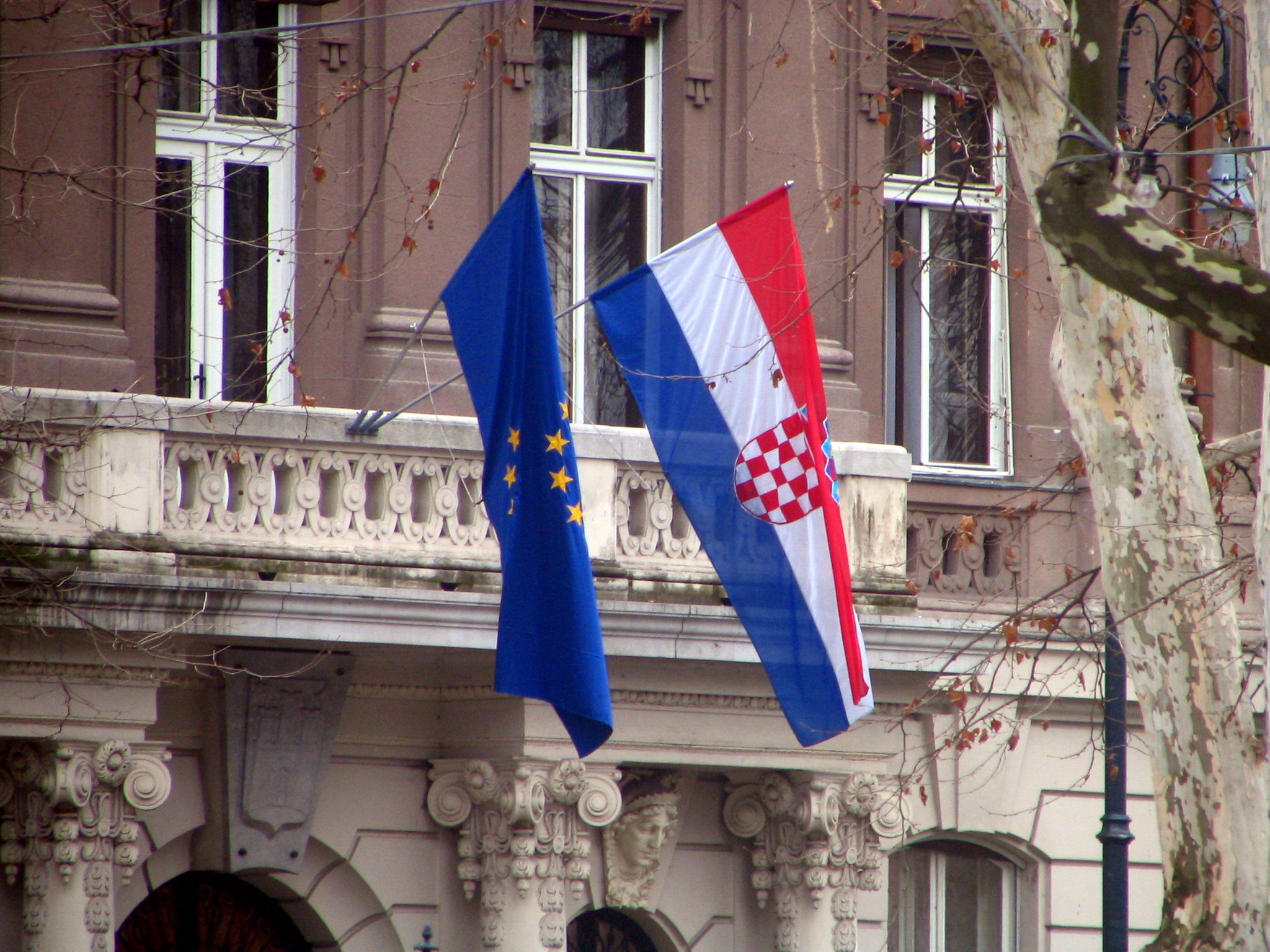
Les drapeaux croate et européen sur le ministère des affaires étrangères à Zagreb.

Les élections européennes de 2013 en Croatie ont eu lieu le 14 avril 2013 dans le but d'élire les douze députés qui représentent le pays au Parlement européen lors de son adhésion à l'Union européenne le 1er juillet 2013.
Les députés sont élus au scrutin proportionnel conformément au traité sur l'Union européenne (TUE). La Croatie a opté pour une seule circonscription à échelle nationale. Leur mandat dure seulement un an en raison des élections européennes de 2014 lors desquels leurs postes seront renouvelés.

## Contexte

### Adhésion à l'Union européenne

Résultats du référendum pour l'adhésion :
55 % - 60 % Oui
60 % - 65 % Oui
65 % - 70 % Oui
70 % - 75 % Oui
> 75 % Oui

Après avoir déposé sa candidature à l'Union européenne en 2003, la Croatie est officiellement reconnue comme pays candidat en 2004. Après des négociations pour les réformes nécessaires à l'adhésion de 2005 à 2011, la Croatie signe le traité d'adhésion le 9 décembre 2011. Le 22 janvier 2012, les Croates approuvent cette adhésion lors d'un référendum par 66,3 % des voix, malgré une participation relativement faible de 43 %. En comparaison, elle avait atteint 54 % lors des élections législatives de 2011.
La Croatie était représentée jusqu'alors au Parlement européen par douze observateurs nommés par le Sabor (Parlement croate) et qui représentaient les différents courants politiques du Parlement.

### Crise économique
La Croatie est durement atteinte depuis 2009 par la crise économique mondiale puis européenne, et le pays n'a pas connu de croissance depuis cette année. Le chômage atteint près de 22 % de la population active. L'économie du pays est très dépendante du tourisme et son industrie est faible, il connait également une crise de ses finances publiques avec un fort déficit public (4,6 % du PIB contre 3,8 % de moyenne dans l'UE) mais l’endettement public reste modéré (53,6 % du PIB contre 87,2 % en moyenne) malgré une hausse rapide.

## Campagne

### Candidats
Les électeurs ont le choix entre 336 candidats répartis dans 28 listes différentes.

### Déroulement de la campagne
Les commentateurs révèlent que la campagne, qui a duré officiellement trois semaines, a été très peu médiatisée et a fait l'objet de peu de débats. Tous ces éléments indiqueraient ainsi un désintérêt grandissant, voire un scepticisme, envers les questions européennes.

### Sondages
Selon des sondages publiés fin mars et début avril, la coalition de centre-gauche dominée par le Parti social-démocrate au pouvoir est donnée favorite des sondages avec près de 30 % des voix et la moitié des douze siège en jeu. La coalition de droite dominée par l'Union démocratique est créditée d'environ 20 % des voix avec quatre à cinq sièges. Enfin, le Parti travailliste est crédité de 7 à 10 % des voix et un ou deux députés.

## Résultats
| Parti                                               | Voix      | %     | Sièges |
| --------------------------------------------------- | --------- | ----- | ------ |
| HDZ–HSP AS–BUZ                                      | 214 034   | 33,13 | 6      |
| SDP–HNS–HSU                                         | 203 623   | 31,51 | 5      |
| Les travaillistes croates - Le Parti du travail     | 37 143    | 5,75  | 1      |
| HSS (hr)–HSLS                                       | 26 072    | 4,04  | 0      |
| Kandidacijska lista grupe biraca - Ivan Jakovčić    | 23 376    | 3,62  | 0      |
| HDSSB–HDSSD                                         | 21 527    | 3,33  | 0      |
| Hrast - Pokret za uspješnu Hrvatsku                 | 16 245    | 2,51  | 0      |
| Akcija mladih                                       | 9 718     | 1,50  | 0      |
| Stranka umirovljenika                               | 9 712     | 1,50  | 0      |
| Parti croate du Droit (Hrvatska Stranka Prava, HSP) | 9 282     | 1,44  | 0      |
| Zeleni Zajedno                                      | 7 251     | 1,12  | 0      |
| Parti pirate                                        | 6 967     | 1,08  | 0      |
| Autohtona - Parti paysan croate                     | 6 092     | 0,94  | 0      |
| ASH–DSŽ–SP–SUH                                      | 5 579     | 0,86  | 0      |
| Demokratski centar                                  | 4 602     | 0,71  | 0      |
| Pur parti croate du droit                           | 4 515     | 0,70  | 0      |
| Abeceda demokracije                                 | 4 357     | 0,67  | 0      |
| Glas razuma–Međimurska stranka                      | 4 242     | 0,66  | 0      |
| ABH–JH–PZH                                          | 4 006     | 0,62  | 0      |
| Obiteljska stranka                                  | 3 888     | 0,60  | 0      |
| NS–NSS                                              | 3 563     | 0,55  | 0      |
| Parti travailliste                                  | 3 502     | 0.54  | 0      |
| Pokret za uspješnu Hrvatsku                         | 3 401     | 0.53  | 0      |
| Nezavisni seljaci Hrvatske                          | 3 374     | 0.52  | 0      |
| Agenda mladih demokrata                             | 3 210     | 0,50  | 0      |
| Parti ouvrier socialiste de Croatie                 | 3 083     | 0,48  | 0      |
| Autohtona – Hrvatska stranka prava                  | 2 081     | 0,32  | 0      |
| Zagrebačka nezavisna lista                          | 1 677     | 0,26  | 0      |
| Blancs et nuls                                      | 34 787    | –     | –      |
| Total                                               | 680 909   | 100   | 12     |
| Inscrits                                            | 3 283 613 | 20.74 | –      |
| Source: Commission électorale (91,70 % des votants) |           |       |        |